# 光警察署
光警察署（ひかりけいさつしょ）は光市にある山口県警察が管轄する警察署の一つである。

## 所在地
- 山口県光市中央2-1-14

## 管轄区域
- 光市全域
- 周南市のうち元熊毛郡熊毛町だった地域

## 沿革
- 1879年熊毛郡室積村に岩国警察署室積分署が設置される。
- 1926年室積警察署になる。
- 1945年現行名称に変更される。
- 2005年旧大和町エリアを平生警察署から管轄変更

## 交番

### 光市
- 光駅前交番（光市虹ヶ浜3丁目1-2）
- 室積交番（光市室積1丁目7-6）

### 周南市
- 熊毛交番（周南市呼坂本町6-22）

## 駐在所

### 光市
- 上島田駐在所（光市上島田4丁目8-9）
- 周防駐在所（光市大字小周防1658-3）
- 大和駐在所（光市大字岩田2513-2）

### 周南市
- 八代駐在所（周南市大字八代826-4）

## 主な担当事件
- 光市母子殺害事件 - 1999年（平成11年）4月14日に発生[1]